# SM i karting
SM i karting eller gokart som det även heter är ett svenskt mästerskap som körs varje år under Svenska Bilsportförbundets överinseende. Svenska mästerskap kördes säsongen 2005 i klasserna Junior A, Intercontinental A och KZ2 (ICC).

## Svenska Mästare

### J60 2014
1:a Alfred Nilsson
2:a Emil Johanesson
3:a Hampus Eriksson

### Formula Yamaha
| Säsong | Förare         | Team                   | Klubb     | Poäng |
| ------ | -------------- | ---------------------- | --------- | ----- |
| 2005   | John Hedlund   | PDB Racing Team Sweden | Borås MK  | 119   |
| 2006   | Dick Olsson    | Mac Minarelli Swe      | Skövde MK | 215   |
| 2007   | Rasmus Mårthen | N/A                    | Mora MK   | 251   |

### Karting Formula 2
| Säsong | Förare         | Team               | Klubb          | Poäng |
| ------ | -------------- | ------------------ | -------------- | ----- |
| 2005   | Philip Forsman | Forsman Motorsport | Södertälje KRC | 122   |
| 2006   | Jimmy Lindberg | Ward Racing        | Kalmar MK      | 243   |
| 2007   | Kevin Kleveros | Ward Racing        | Uddevalla KK   | 251   |